# Статале (Ђенова)
Статале је насеље у Италији у округу Ђенова, региону Лигурија.
Према процени из 2011. у насељу је живело 94 становника. Насеље се налази на надморској висини од 593 м.